# Tabon oranžovonohý
Tabon oranžovonohý (Megapodius reinwardt) je druh hrabavých ptáků z čeledě tabonovitých.

## Výskyt
Obývá Indonésii (Malé Sundy, Moluky), jih Nové Guineji, D'Entrecasteauxovy ostrovy a Austrálii (ostrovy Torres Strait a východ státu Queenslandu). Nejvíce je rozšířený v nížinách, lze jej ale pozorovat i v nadmořské výšce 1800 m. Žije v zalesněných oblastech okolo pobřeží, v mangrovech, lužních lesích, ve vyprahlých křovinatých územích i horských deštných pralesích.

## Popis
Tento pták bývá velký 35 až 47 cm a váží od 850 do 1200 gramů, nižší míry platí pro samici. Menší velikost, váha a kratší drápy jsou jediné na prvý pohled viditelné rozdíly mezi pohlavími. Peří svou barvou, která je kombinaci barvy hnědé a různých odstínů šedé, dokonale splývá s okolím. Horní část těla včetně křídel a krátkého ocasu je kaštanově hnědá, na břichu, hlavě, krku a hrudi je peří tmavě šedé s modravým nádechem. Na hlavě tabonovi oranžovonohému vyrůstá krátký hnědý hřeben, má hnědé oči obklopené holou kůži bez peří a silný, špičatý, žlutě zbarvený zobák. Robustní nohy i prsty jsou oranžové, červené nebo narůžovělé, prsty jsou zakončeny silnými, dlouhými černými drápy.
Převažuje u něj nelétavý způsob života, pohybuje se převážně po zemi. Cítí-li se znepokojen, kývá hlavou nahoru a dolů, v případě potenciálního nebezpečí odběhne se ukrýt do křoví nebo odletí na větev blízkého stromu, kde je díky ochrannému hnědavému zbarvení peří téměř k nenalezení. Poměrně krátké a těžkopádné odlety do úkrytu jsou jeho jediným létáním.
Tento druh žije většinou v párech, které se scházejí dohromady jen v období páření a snůšky vajec. Někdy se projevuje jako teritoriální, jindy v místech dostatku potravy se pohybuje současně více párů. Tabon oranžovonohý se ozývá krákavými zvuky, pravděpodobně pro nalezení partnera nebo vymezení svého území, a v době párového života i v duetech.
Je to všežravec, svou potravu si vyhledává výhradně na zemi, kde silnýma nohama intenzivně hrabe ve spadaném listí i kypré půdě. Živí se semeny a plody rostlin, hmyzem a dalšími bezobratlými živočichy.

## Rozmnožování
Tabon oranžovonohý používá originální způsob inkubace vajec. Samec s pomáhající samici nashromáždí na stinném, rovném nebo mírně svažitém terénu hromadu listí, trávy a větviček promísenou s hlínou, což jim zabere i tři roky času. Tato hromada může být používána každoročně buď jen jedním párem nebo v případě dostatečných potravinových zdrojů v okolí společně několika páry. Po vylíhnutí vajec samec opět hromadu až do příští snůšky nepřetržitě opravuje a zvětšuje, vznikají hromady nevídaných rozměrů které slouží i po mnoho desetiletí. Největší zdokumentována měla v průměru 16 m a byla vysoká 5 m.
Samice naklade do tohoto inkubátoru asi 12 vajec v dlouhých intervalech 9 až 20 dnů, každé do zvlášť vyhrabané díry, což může trvat i 20 týdnů. Nezačne klást vejce dříve, dokud není hromada v důsledku tlení rostlinné hmoty dostatečně prohřátá a teplota uvnitř nedosahuje 30 až 35 °C; inkubační doba je rozličně dlouhá. Samec se do vylíhnutí posledního vejce o hromadu stará, měří zobákem její vnitřní teplotu a podle potřeby hromadu rozhrabává nebo nahrnuje zpět. Mládě vylíhlé v hloubi hromady se samo vyhrabe na povrch a odchází bez jakékoliv rodičovské péče. Reguluje si ihned samo tělesnou teplotu, je až na ocas plně opeřeno, schopno létat na krátké vzdálenosti i vyhledat si potravu. Stává se pro svou nezkušenost častou kořistí.

## Ohrožení
Tabon oranžovonohý má dost přirozených nepřátel, od divokých prasat rozrývající hromady a hledající vejce přes lišky, psy, hady a lidi měnící jeho přirozeny biotop. Početní stavy tohoto druhu vyskytujícího se na poměrně rozlehlém území nicméně neklesají, a proto je podle IUCN zařazen mezi druhy málo dotčené.

## Taxonomie
Při posledních výzkumech rodu Megapodius došla část vědců k názoru, že tabon oranžovonohý se dělí do 7 poddruhů.
- Megapodius reinwardt Dumont, subsp. reinwardt
- Megapodius reinwardt Dumont, subsp. buruensis Stresemann, 1914
- Megapodius reinwardt Dumont, subsp. castanonotus Mayr, 1938
- Megapodius reinwardt Dumont, subsp. macgillivrayi G. R. Gray, 1862
- Megapodius reinwardt Dumont, subsp. enimberensis P. L. Sclater, 1883
- Megapodius reinwardt Dumont, subsp. tumulus Gould, 1842
- Megapodius reinwardt Dumont, subsp. yorki Mathews, 1929